# Teodoro I de Alexandria

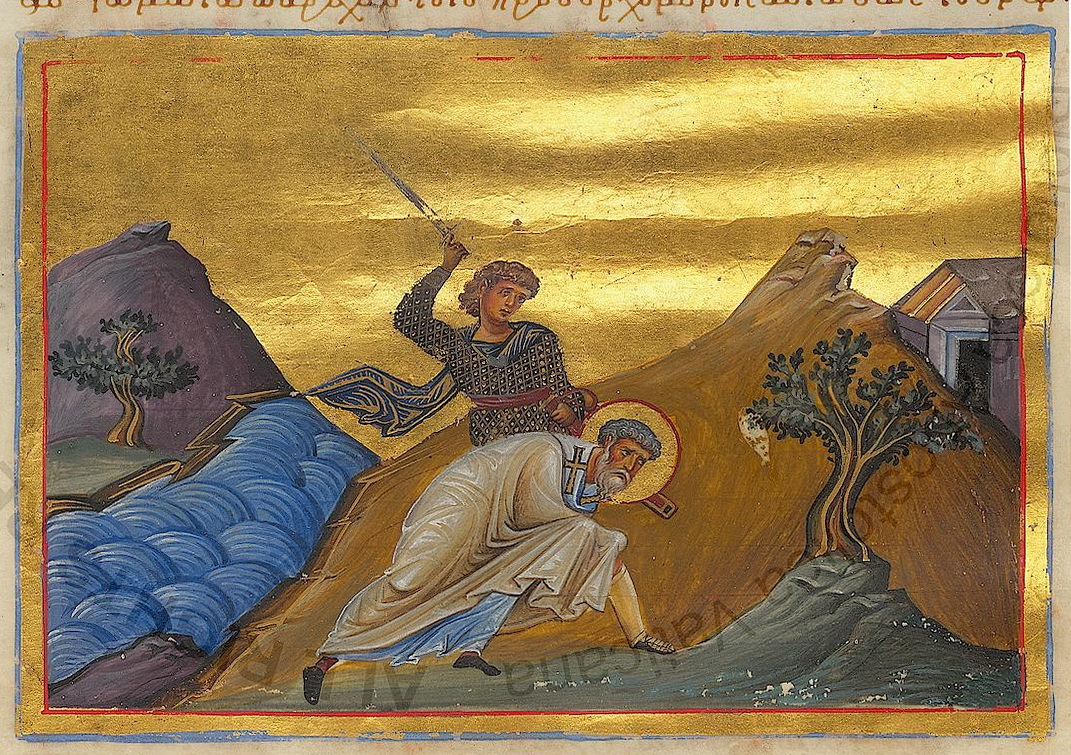

Teodoro foi o Patriarca de Alexandria entre 607 e 609.